# جاك أنتونوف
جاك أنتونوف (بالإنجليزية: Jack Antonoff)‏ (و. 1984  م) هو مغن مؤلف، وعازف قيثارة، ومغني، ومنتج أسطوانات أمريكي، يستخدم آلات قيثارة، بدأ مشواره المهني سنة 2000، هو عضوٌ في فون.

## التعليم
تعلم في Solomon Schechter Day School of Bergen County ‏، وتعلم في مدرسة الأولاد للمحترفين ‏
.

## وصلات خارجية
- جاك أنتونوف في قاعدة بيانات الأفلام على الإنترنت